# Список послів України у Казахстані
У статті подано список послів України у Казахстані.

## Хронологія дипломатичних відносин
- 22 липня 1992 року — встановлені дипломатичні відносини між Республікою Казахстан та Україною.
- Травень 1992 року — відкрито Посольство України в Республіці Казахстан.

## Дипломатичні представництва в Казахстані
У Казахстані діють такі представництва України:
- Посольство України в Астані.
- Генеральне Консульство України в Алматі.
- Почесне Консульство України у Костанаї.

## Список послів
| Срок повноважень                | Посол              | Коментарі            |
| ------------------------------- | ------------------ | -------------------- |
| липень 1994 - грудень 1999      | Віктор Богатир     |                      |
| січень 2000 - березень 2001     | Євген Карташов     |                      |
| 30 серпня 2001 - 18 серпня 2005 | Василь Цибенко     |                      |
| 5 вересня 2006— 29 червня 2010  | Микола Селівон     |                      |
| 2 серпня 2010 — вересень 2013   | Олег Дьомін        |                      |
| вересень 2013-2017              | Юрій Лазебник      | тимчасовий повірений |
| 2017-2018                       | Володимир Джиджора | тимчасовий повірений |
| 17 травня 2018— 24 грудня 2019  | Іван Кулеба        |                      |
| 2019-2020                       | Олег Кобзистий     | тимчасовий повірений |
| 10 вересня 2020— 19 жовтня 2022 | Петро Врублевський |                      |
| 2022—2025                       | Сергій Павленко    | тимчасовий повірений |
| 7 квітня 2025—                  | Віктор Майко       |                      |

## Див також
- Список послів Казахстану